# Before I Self Destruct
Before i Self-Destruct är en musikalbum av rapparen 50 Cent som släpptes 2009. 
Aristerna som gästar på albumet är: Eminem , Ne-yo & R. Kelly. 

## Låtlista
1. The Invitation
2. Then Days Went By
3. Death To My Enemies
4. So Disrespectful
5. Psycho ( Eminem)
6. Hold Me Down
7. Crime Wave
8. Stretch
9. Strong Enough
10. Get It Hot
11. Gangsta’s Delight
12. I Got Swag
13. Baby By Me (Ne-Yo)
14. Do You Think About Me
15. Ok, You’re Right
16. Could’ve Been You (R. Kelly)